# Calor na Bacurinha
Calor na bacurinha é uma série de ficção de Eleonora V. Vorsky (pseudônimo de Alexandre Machado) publicada no tabloide de humor O Planeta Diário.
Em episódios mensais publicados entre outubro de 1987 e dezembro de 1989 (às vezes intercalados com artigos isolados de e sobre Eleonora), Calor na bacurinha traz a narrativa em primeira pessoa das memórias de Prima Roshana, a consagrada coprotagonista do folhetim A vingança do bastardo.
Apesar de geralmente apresentada como um folhetim, trata-se mais propriamente de uma série de relatos estanques, ainda assim muito próximos da linguagem e da temática consagradas em A Vingança do bastardo e mantidas no folhetim seguinte, Ardência no regaço.
Os melhores episódios foram reunidos em revista de edição única publicada pela editora O Planeta Diário Produções. Como ocorreu com o livro A vingança do bastardo, a revista também foi longamente oferecida por reembolso postal em cupons publicados no Planeta.